# 문혜초등학교
문혜초등학교는 대한민국 강원특별자치도 철원군 갈말읍 문혜리에 있는 초등학교다.

## 학교 연혁
- 1920년 4월 1일 문혜공립보통학교 설립인가
- 1938년 4월 1일 교명 변경 (문혜공립심상소학교)
- 1941년 4월 1일 교명 변경 (문혜공립국민학교)
- 1955년 7월 20일 문혜국민학교 인가
- 1981년 3월 1일 병설유치원 인가
- 1996년 3월 1일 문혜초등학교로 개칭
- 2019년 3월 1일 제22대 이영숙 교장 부임
- 2020년 1월 9일 제87회 졸업식(총 3,415명)

## 참고 자료
- 문혜초등학교 - 한국교육학술정보원 학교알리미